# Buthus labuschagnei
Espèce
Buthus labuschagnei est une espèce de scorpions de la famille des Buthidae.

## Distribution
Cette espèce est endémique du Salamat au Tchad. Elle se rencontre vers Zakouma.

## Description
La femelle holotype mesure 70,0 mm.

## Étymologie
Cette espèce est nommée en l'honneur de Rian Labuschagne.

## Publication originale
- Lourenço, 2015 : « Deux nouvelles espèces de scorpions de la famille des Buthidae C. L. Koch, 1837 collectées dans le Parc National de Zakouma au Tchad. » Revista Ibérica de Aracnología, no 26, p. 19–24 (texte intégral).